# ジェシカ・リンチ
ジェシカ・ドーン・リンチ（英: Jessica Dawn Lynch, 1983年4月26日 - ）は、アメリカ合衆国の元陸軍上等兵で、イラク戦争中の2003年3月に捕虜となったが、無事に救出されて帰国し、「戦場のヒロイン」と喧伝されてメディアの注目を浴びた人物である。

## 概要

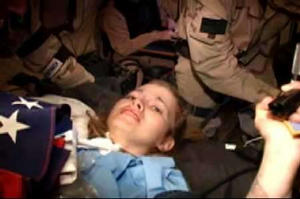
救出直後の映像とされるもの

ジェシカ・リンチはウェストバージニア州の北西部、ワート郡のパレスタインに生まれた。リンチ家は豊かではなく、ジェシカを大学へ送ることができなかったため、彼女が17歳だった2000年の夏に家族はアメリカ陸軍のリクルーターに会い、彼女を高校に行かせ続ける事にした。卒業後の2001年7月20日、アメリカ陸軍に入隊し、アメリカ陸軍需品科の第507整備補給中隊に配属された。
2003年3月23日、輸送部隊と共に前線へ向かう途中、中隊ごと南部ナシリヤ市に迷い込む。そこでイラク民兵の待伏せにあい、装備重火器はブローニングM2重機関銃一丁のみという中隊は、迫撃砲やRPG-7を投入したイラク民兵に圧倒された。激しい市街戦の末に11名のアメリカ軍兵士が命を落とす中、リンチが乗っていたハンヴィーは撃破された。後部座席に乗っていたリンチは重傷を負って気絶。他5名の中隊メンバーと共に捕虜となった。付近にいたアメリカ海兵隊が救援に向かったが、民家で発見したのは彼女の血まみれの軍服だけだったという。
4月1日深夜、米海軍特殊部隊・米海兵隊・米陸軍レンジャー部隊による共同捕虜救出作戦により、イラク民兵司令部と化していた病院より救出される。同時に、特殊部隊は第507整備補給中隊9名の遺体を回収した。
彼女の救出時の映像はアメリカを始め、全世界のニュース番組で放映された。その後「ニューズウィーク」「ピープル」などの表紙を飾り、NBCによって「セイビング・ジェシカ・リンチ」というテレビ映画まで作成され、リンチはアメリカ軍の戦意高揚に貢献し、戦争支持者に勢いを与えることになった。4月3日付けワシントン・ポスト紙は、「彼女は弾薬を使い果たすまで勇敢に応戦した」と報道する。一方で、事件の詳細はわからず、リンチの「活躍」は噂にすぎない可能性があることも示している。
ジェシカ・リンチは8月27日付で除隊した。
その後もメディアはリンチの取材を何度か行っている。それによると、除隊後にいくつかの大学から奨学生としての招待を受け、結果、故郷のウェストバージニア大学に入学、2011年12月に小学校教諭の資格を取得、卒業して自分の母校の小学校に赴任した。18歳で陸軍に入隊した時の「大学入学のためのお金を稼いで教師になる」という目標をこれでかなえた。また、2007年にはボーイフレンドとの間に一児をもうけた。一方で、2015年にはCNNのインタビューに応じ、イラクでの出来事を振り返ると共に、今でも戦場の経験から心的外傷後ストレス障害(PTSD)に苦しんでいることなどを語った。
2018年現在もウェストバージニア州内の小学校に勤務し、校内の授業や戦傷リハビリなどの様子を公開した。

## 疑問

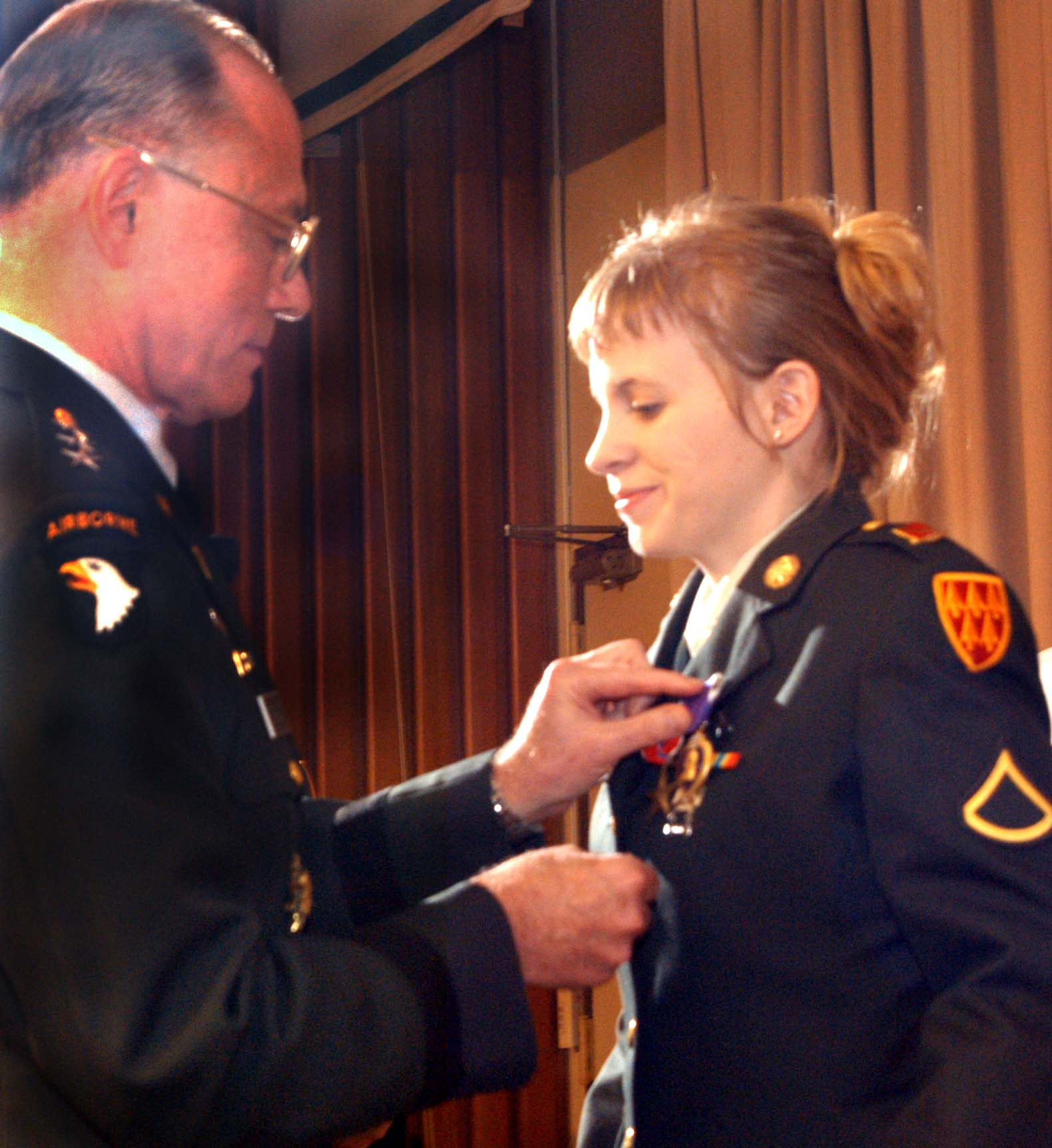
パープルハート章を授与されるリンチ

しかし救出部隊が突入した病院にイラクの民兵組織「フェダーイーン・サッダーム」はおらず、イラク人の病院職員の証言やジェシカの不自然な記憶喪失などから、人質救出作戦を疑問視する声があがった。また、救助された病院にイラク軍が居なかったことから、イラク兵からの取調べの際に殴打などの暴力を受けたとの証言も疑問が投げかけられた。
2003年5月18日に放送されたBBCのドキュメンタリー番組"War Spin"ではこの出来事は演出された戦時プロパガンダであると報じたが、国防総省はこれを否定している。
後の取材で明らかになったところでは、イラク側は負傷したジェシカをナシリヤの病院に搬送していた。ただし、ジェシカの身体には強姦や拷問の痕跡もあった。脊髄や手足の複雑骨折を負っていたが、これが拷問によるものか、戦闘負傷によるものかは不明。イラク人医師の中には、踏みつけられるか、銃床で殴打された時の傷と似ていると指摘する者もいた。こうして病院に運びこまれたジェシカは、救急救命措置を受けなければ、確実に死亡していた状態だった。その後、民間のサダム・フセイン病院に移送される。看護婦のフラット・フセインがつきそい、医師達も最大限の努力をした。イラク側は、ジェシカを米軍向けプロパガンダとして役立てるか、人間の盾にするつもりだった可能性がある。
救出された時のリンチは、脊髄の手術をしなければ歩行困難となる状態だった。そして彼女が手術を受けている間、美談を求める政府とマスコミの相乗効果により、神話は創られていった。彼女の兄は米陸軍に所属するが、一連の報道と人々の熱狂を「起こるべくして起こったことだ」と述べた。
当初の報道では救出時の彼女は銃創やナイフによる切り傷を負っていたとされたが、後にジェシカの父親であるグレゴリー・リンチはこれを否定している。彼は自分の娘がドイツのラントスツール米軍病院で外科処置を受けた際に妻とともに彼女に話しかけ、その時の様子を記者会見で語った。その中で、「複数の銃創とかナイフの刺し傷があるとされていたが、皆無だった」「特に問題となるような負傷はしていない」と語られ、米軍当局による「銃創を受けながらもイラク兵相手に発砲を続けた。」という報道とは異なる証言が出された。また、「医者は娘の背中に一ヵ所だけ外科処置を施した。神経が圧迫されていたのでそれを解放し、椎間板全体の矯正を行いギブスをあてた。」「娘は両足と右前腕の骨折を治す手術を受ける。」とも語った。
2007年4月24日に開かれた公聴会において、ジェシカは、「報道は真実ではない。なぜ軍当局がうそをついて私を英雄に仕立て上げたのか、いまだに分からない」「戦争における真実は単純ではない。常に真実が語られるべきだ。米国民は、英雄のあるべき姿を判断する能力を持っており、念入りに作り上げられた嘘など必要ない」と述べ、自身に関する誤った報道を非難した。

## 脚注

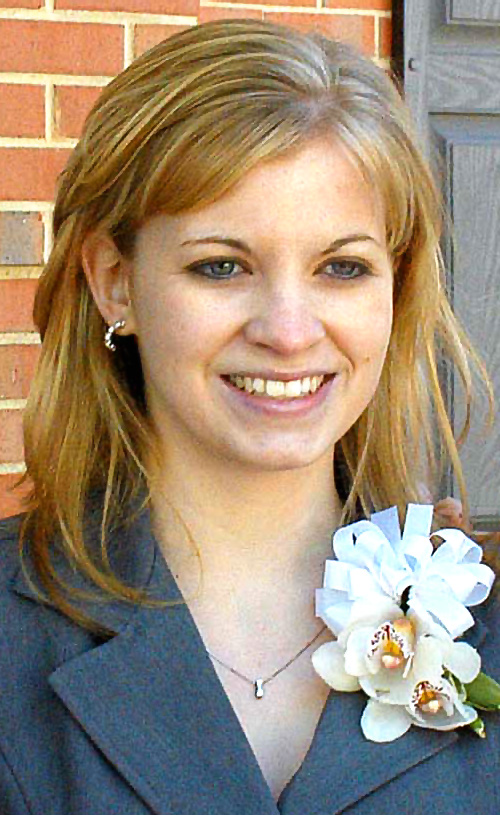
除隊後のリンチ（2004年4月28日）